# Вище Солоне
Вище Соло́не — село в Україні, у Борівській селищній громаді Ізюмського району Харківської області. Населення становить 473 осіб. До 2020 орган місцевого самоврядування — Вищесолоненська сільська рада.

## Географія
Село Вище Солоне знаходиться біля витоків невеликої річки Солона, яка через 5 км впадає в Оскільське водосховище.
Нижче за течією примикає село Нижче Солоне. Між селами на річці гребля, яка утворює Вище-Солонівське водосховище.
Уздовж Оскільського водосховища проходить залізниця, найближча станція зупинний пункт 45 Км.

## Історія
1780-і роки — дата першої писемної згадки.
Село постраждало внаслідок геноциду українського народу, проведеного урядом СССР в 1932—1933 роках, кількість встановлених жертв у Вищому та Нижчому Солоному — 369 людей.
12 червня 2020 року, відповідно до Розпорядження Кабінету Міністрів України № 725-р «Про визначення адміністративних центрів та затвердження територій територіальних громад Харківської області», увійшло до складу Борівської селищної громади.
19 липня 2020 року, в результаті адміністративно-територіальної реформи та ліквідації Борівського району, увійшло до складу Ізюмського району Харківської області.

## Населення

### Мова
Розподіл населення за рідною мовою за даними перепису 2001 року:
| Мова       | Кількість | Відсоток |
| ---------- | --------- | -------- |
| українська | 446       | 94.29%   |
| російська  | 27        | 5.71%    |
| Усього     | 473       | 100%     |

## Економіка
- У селі була молочно-товарна ферма.
- «СОЛОНЕНСЬКЕ», агрофірма.

## Відомі люди

### Народилися
- Кириченко Микола Олександрович (нар. 1983) — український підприємець, аграрій. Народний депутат України 9-го скликання.